# Merscheid (Solingen)
Merscheid ist ein Stadtteil der nordrhein-westfälischen Großstadt Solingen. Zusammen mit Ohligs und Aufderhöhe bildet er knapp vor Solingen-Mitte den einwohnerreichsten Solinger Stadtbezirk.
Der Stadtteil Merscheid hat seinen geschichtlichen Ursprung als bergische Hofschaft wohl mindestens im 14. Jahrhundert. Das gesamte Gebiet war lange Zeit dünn besiedelt, Merscheid wurde als größte der diversen Hofschaften in seiner Umgebung im Jahre 1808 zur Mairie und 1815 zur Bürgermeisterei erhoben. Noch bei Verleihung des Stadtrechts 1856 stand auch die Hofschaft Ohligs unter Merscheider Verwaltung. Im Gegensatz zu Merscheid profitierte Ohligs ab 1867 von dem Anschluss an das Eisenbahnnetz durch den Bahnhof Ohligs-Wald, den heutigen Solinger Hauptbahnhof. Die Hofschaft Ohligs und angrenzende Höfe entwickelten sich in der zweiten Hälfte des 19. Jahrhunderts infolge der Bahnhofseröffnung zum neuen Zentrum der Stadt, so dass diese im Jahr 1891 in Ohligs umbenannt wurde.:1ff.
Heute dominieren im Stadtteil die Wohngebiete, die noch immer von den alten Hofschaften durchsetzt sind. Der für den Stadtteil Merscheid namensgebende Merscheider Hof liegt mit seinen bergischen Fachwerkhäusern in einem dieser Wohngebiete nördlich der Merscheider Straße. In der Nachkriegszeit wurden in Merscheid aber auch einige Gewerbe- und Industriegebiete erschlossen, darunter das in Scheuren und das an der Schmalzgrube. Die 1986 stillgelegte Gesenkschmiede Hendrichs ist heute ein Standort des LVR-Industriemuseums und eine der Sehenswürdigkeiten Merscheids.

## Geographie

### Lage und Geologie
Der Ortsteil Merscheid befindet sich im Westen der zum Süderbergland gehörenden Mittelbergischen Hochflächen. Devonische Schiefer, Grauwacken und Sandsteine sind dort von Sand-, Kies- oder Schotteraufschüttungen der Rheinhauptterrasse überlagert. Ursprünglich setzte sich der Ort aus mehreren Hofschaften zusammen, die auf einem Höhenrücken auf etwa 100 bis 160 Metern über NHN lagen. Nach Westen fällt der Höhenzug mit deutlicher Stufe zur Bergischen Heideterrasse und somit zur Niederrheinischen Bucht ab.:1

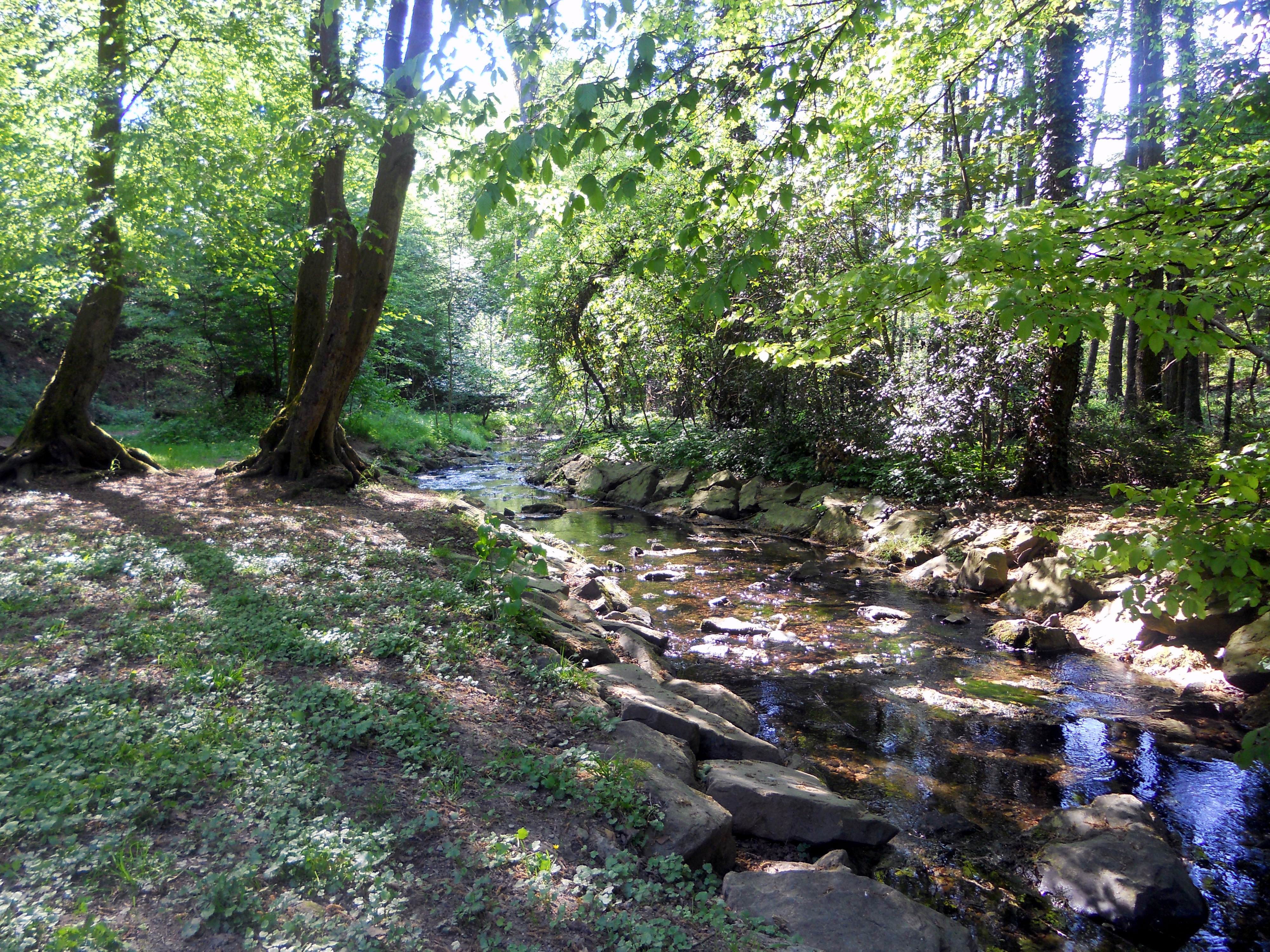
Lochbachtal zwischen Merscheid und Wald

Das heute als Merscheid bezeichnete Gebiet reicht deutlich über den ursprünglichen Merscheider Hof hinaus. Der Stadtteil befindet sich hauptsächlich auf einem Höhenrücken zwischen zwei bewaldeten Bachtälern, dem Lochbachtal im Norden und dem Viehbachtal im Süden. Nach heutigen Stadtbezirksgrenzen reicht das Gebiet von Merscheid allerdings südlich über das Viehbachtal hinaus bis Klein-Heipertz und Schmalzgrube. Er liegt zentral im Solinger Stadtgebiet und verfügt daher nicht über Grenzen zu Nachbarstädten. Merscheid grenzt an die Solinger Stadtteile Wald im Norden, Solingen-Mitte im Osten, Höhscheid und Aufderhöhe im Süden sowie Ohligs im Westen. Seine Grenzen sind jedoch nicht genau definiert und haben sich seit dem Jahr 1929 auch durch amtliche Neufestlegung der Stadtbezirke mehrfach geändert. Merscheid präsentiert sich als Stadtteil zwischen den Stadtteilen ohne wirklichen Kern.

### Stadtteilstruktur und Ortsteile
Merscheid war noch bis in die erste Hälfte des 20. Jahrhunderts eher ländlich geprägt und die Besiedelung erfolgte traditionell dezentral in Form kleinerer Ortslagen und Hofschaften, die nur langsam zu einem geschlossenen Stadtbild zusammengewachsen sind. Für die Stadtteilstruktur kennzeichnend ist die auf den Höhenrücken durchgehende Besiedelung, von wo aus Straßen in die nördlich und südlich gelegenen Bachtäler abzweigen.:1 Manche der Hofschaften haben ihre abgeschiedene Lage bis heute erhalten. Im Einzelnen liegen folgende Ortsteile im heutigen Stadtteil Merscheid, auch wenn die Grenzen zu Aufderhöhe und Ohligs nicht klar definiert sind:
Anker | Bäckershof | Dahl | Dahler Hammer | Fürk | Fürker Irlen | Höhe | Hübben | Junkernhäuschen | Klein-Heipertz | Limminghofen | Linden | Merscheider Busch | Montanushof | Nester Kotten | Obenmankhaus | Schaafenmühle | Scheuren | Schmalzgrube | Schorberg | Schwarzenhäuschen |  Waardt | Weckshäuschen

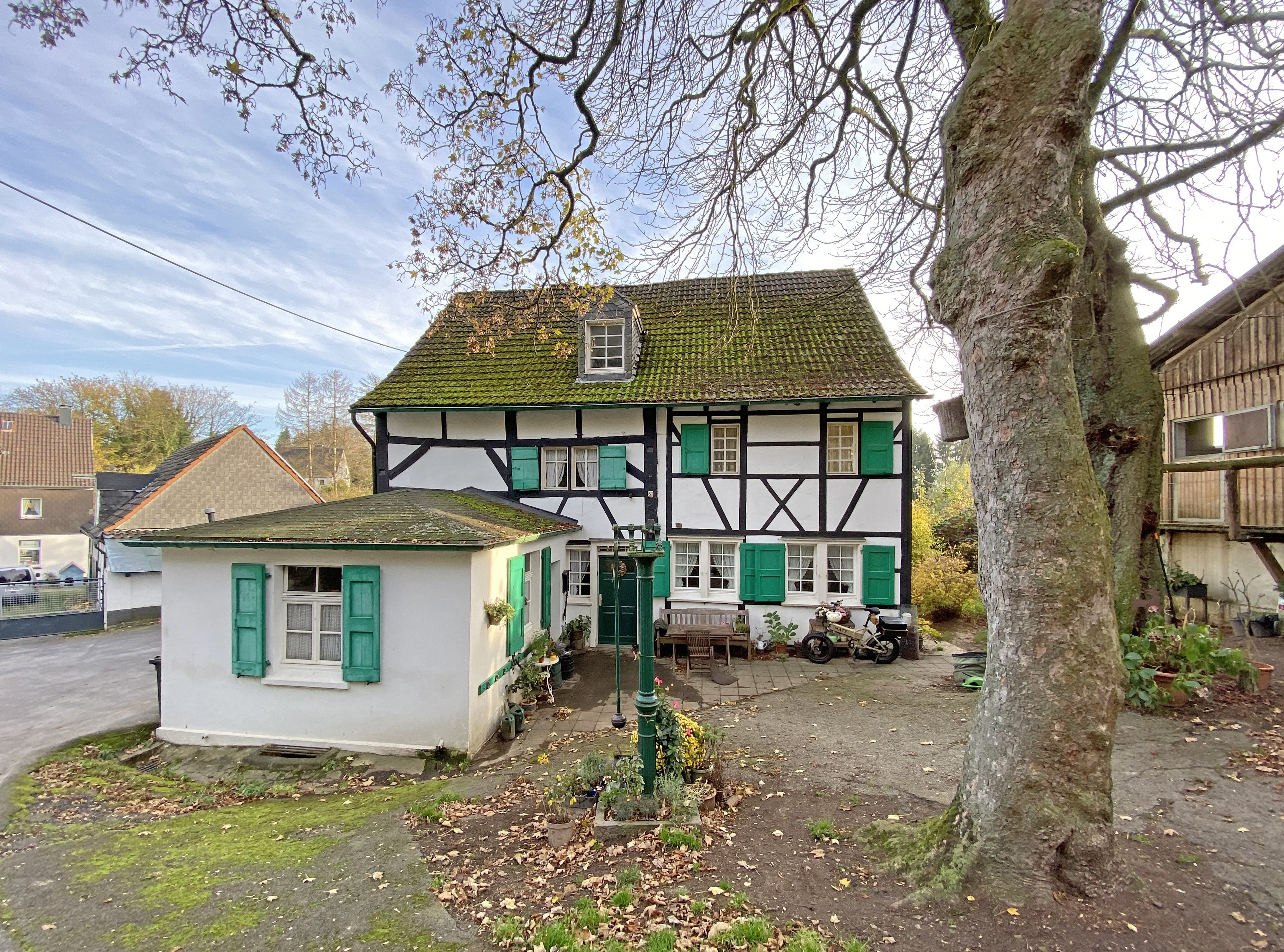
Bäckershof
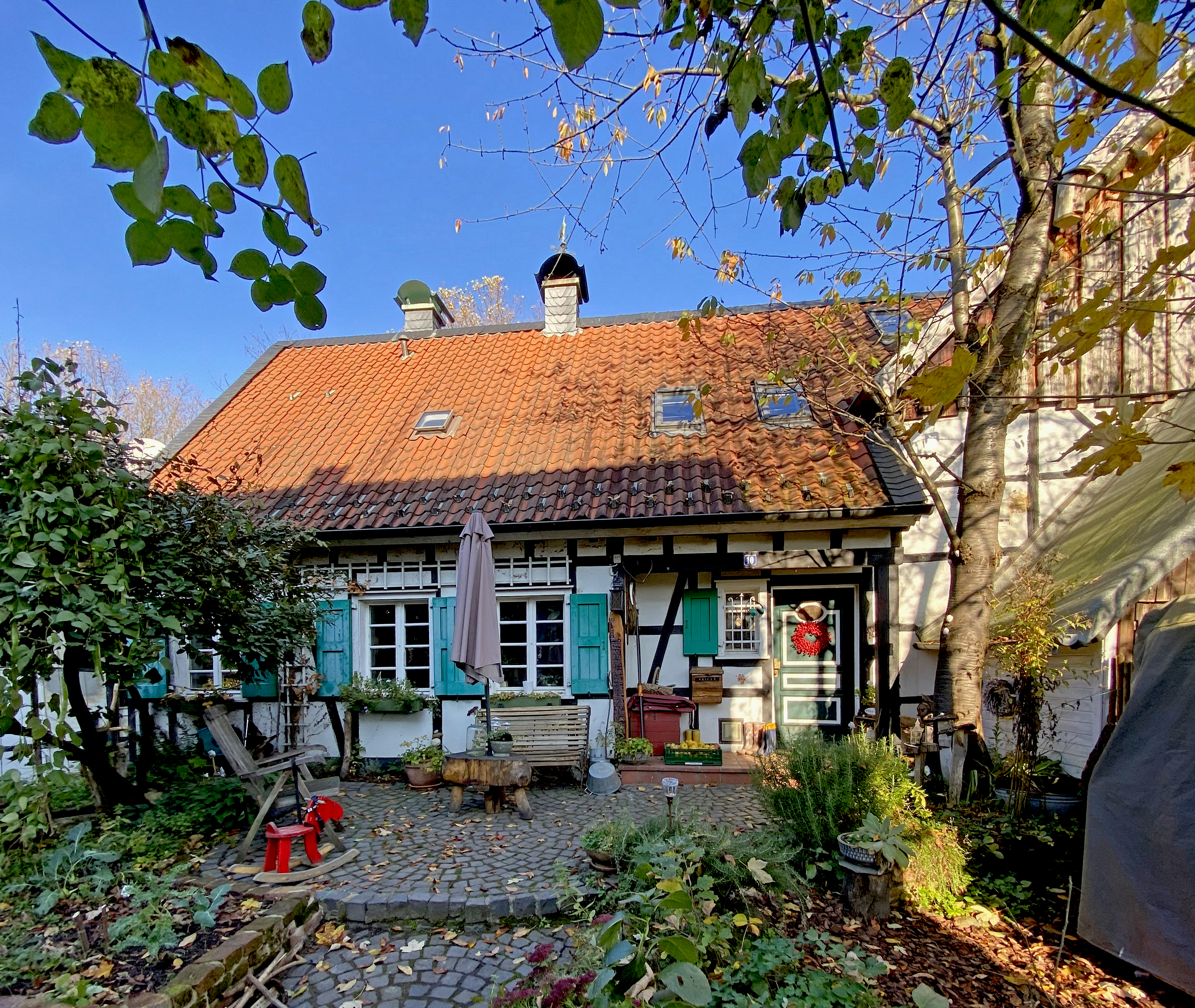
Fürk
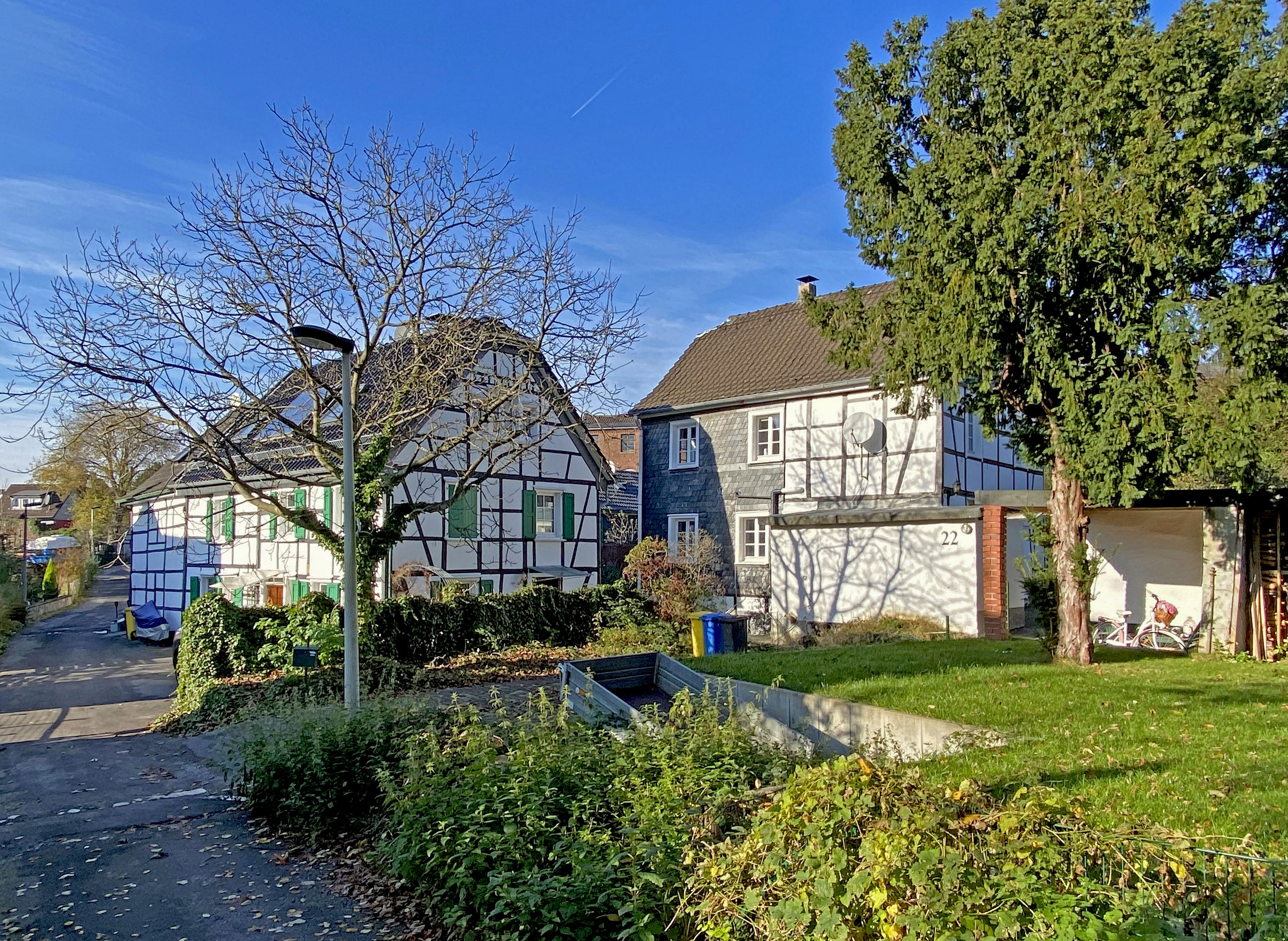
Obenmankhaus
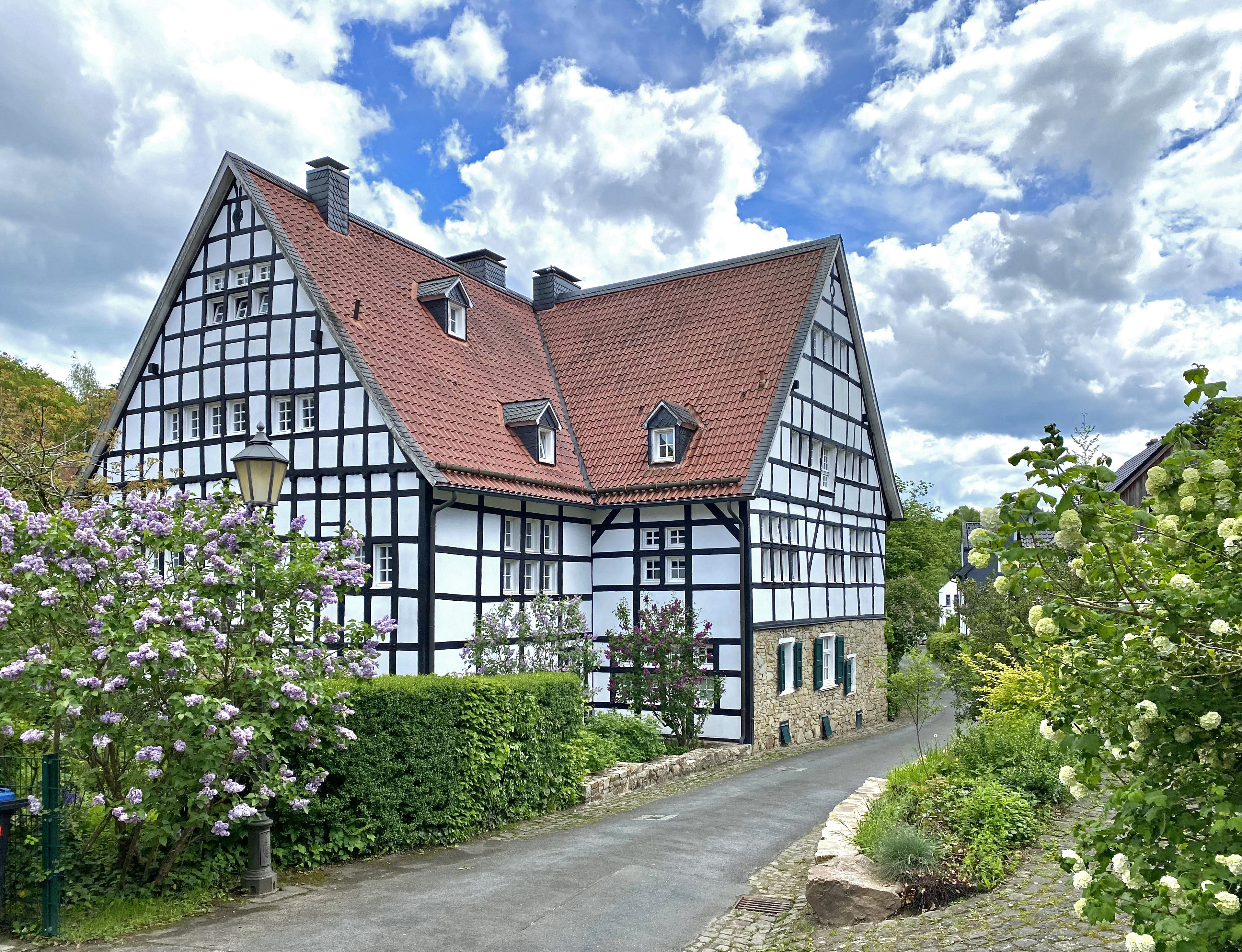
Dahl (Richterhaus)

## Geschichte

### Siedlungsursprünge bis 18. Jahrhundert

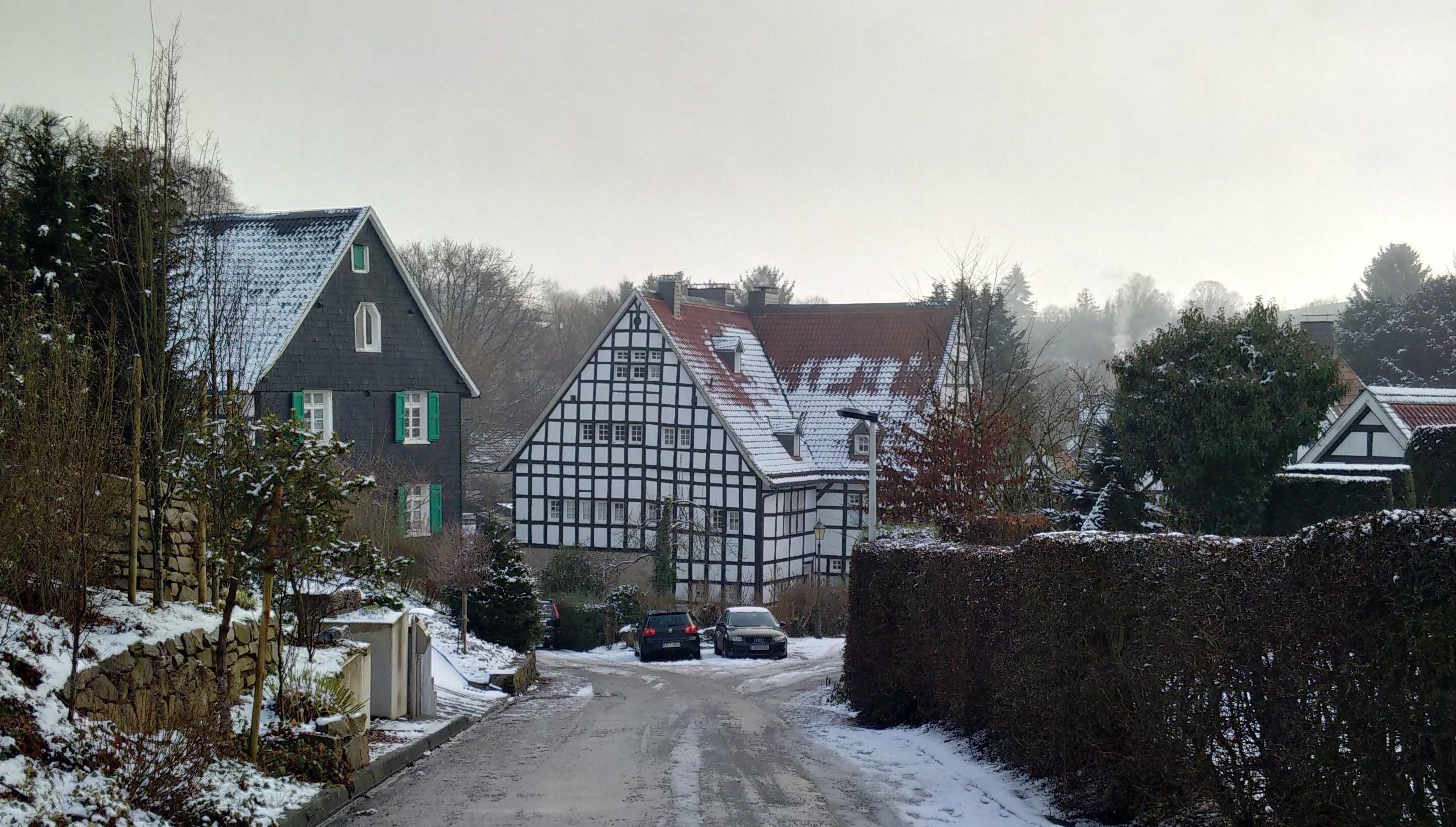
Hofschaft Dahl

Das Bergische Land blieb aufgrund seiner dichten Wälder und des unwegsamen Geländes vermutlich bis in das 8. Jahrhundert unbesiedelt. So auch Solingen, das um das Jahr 1000 herum bereits existierte. Erstmals im Jahre 1374 wird ein Gut Merscheid in der Nähe der im gleichen Jahr zur Stadt erhobenen Gemeinde Solingen urkundlich erwähnt.
Die frühe Geschichte von Merscheid ist untrennbar mit der Walds verbunden, das über Jahrhunderte weitaus bedeutender war. Das zunächst im kaiserlichen Besitz befindliche Lehen in der villa Wald geriet über Umwege schließlich im Jahre 1147 in den Besitz des Klosters Deutz. Der Deutzer Fronhof fungierte als Hebestelle für die zehntpflichtigen Höfe der Abtei Deutz, von denen einige auch auf dem Gebiet des heutigen Merscheid lagen. Im Kirchspiel Wald erfolgte spätestens im Jahre 1249 die Einteilung des Gebietes in Honschaften. Ab 1363 gehörte das Kirchspiel Wald zum Amt Solingen in der Grafschaft Berg.
Wie für das Bergische Land typisch, herrschte auch im Merscheider Raum die sogenannte Einzelhofbesiedelung vor, die sich an topografisch günstigen Stellen zu Hofschaften verdichtete. Die Karte von Erich Philipp Ploennies von 1715 weist für das Gebiet der späteren Bürgermeisterei Merscheid, das sich nach Süden bis Aufderhöhe, nach Westen bis in die Ohligser Heide und nach Nordwesten bis Schloss Caspersbroich erstreckte, mehr als 40 Hofstellen sowie vereinzelte Schleifkotten oder Mühlen aus, die hauptsächlich in den Bachtälern an Vieh-, Loch- und Itterbach lagen.:2f. Die Geschichte vieler Mühlen und Hämmer auf Merscheider Gebiet kann bis in das 17. Jahrhundert zurückverfolgt werden. Die Becher Mühle beispielsweise wurde im Jahre 1641 erstmals als Fruchtmühle erwähnt. Der Zeitpunkt ihrer Stilllegung ist nicht bekannt. Der Dahler Hammer wurde im 17. Jahrhundert errichtet.:1
Von den insgesamt 41 Hofschaften, die dem Deutzer Fronhof im Jahre 1788 den Feld- und Sackzehnt ablieferten, lagen 19 auf dem Gebiet der späteren Bürgermeisterei Merscheid/Ohligs. Dies waren (heutige Schreibweise): Poschheide, Engelsberg, Untenmankhaus, Scharrenberg, Wahnenkamp, Suppenheide, Kullen, Rennpatt, Hüttenhaus, Bockstiege, Piepers, Ohligs, Scheidt, Potzhof, Brabant, Diepenbruch, Broßhaus, Kottendorf und Kuckesberg. Den Fruchtzehnt hatten die Höfe Garzenhaus, Heipertz und Monhof abzuliefern.:3f.

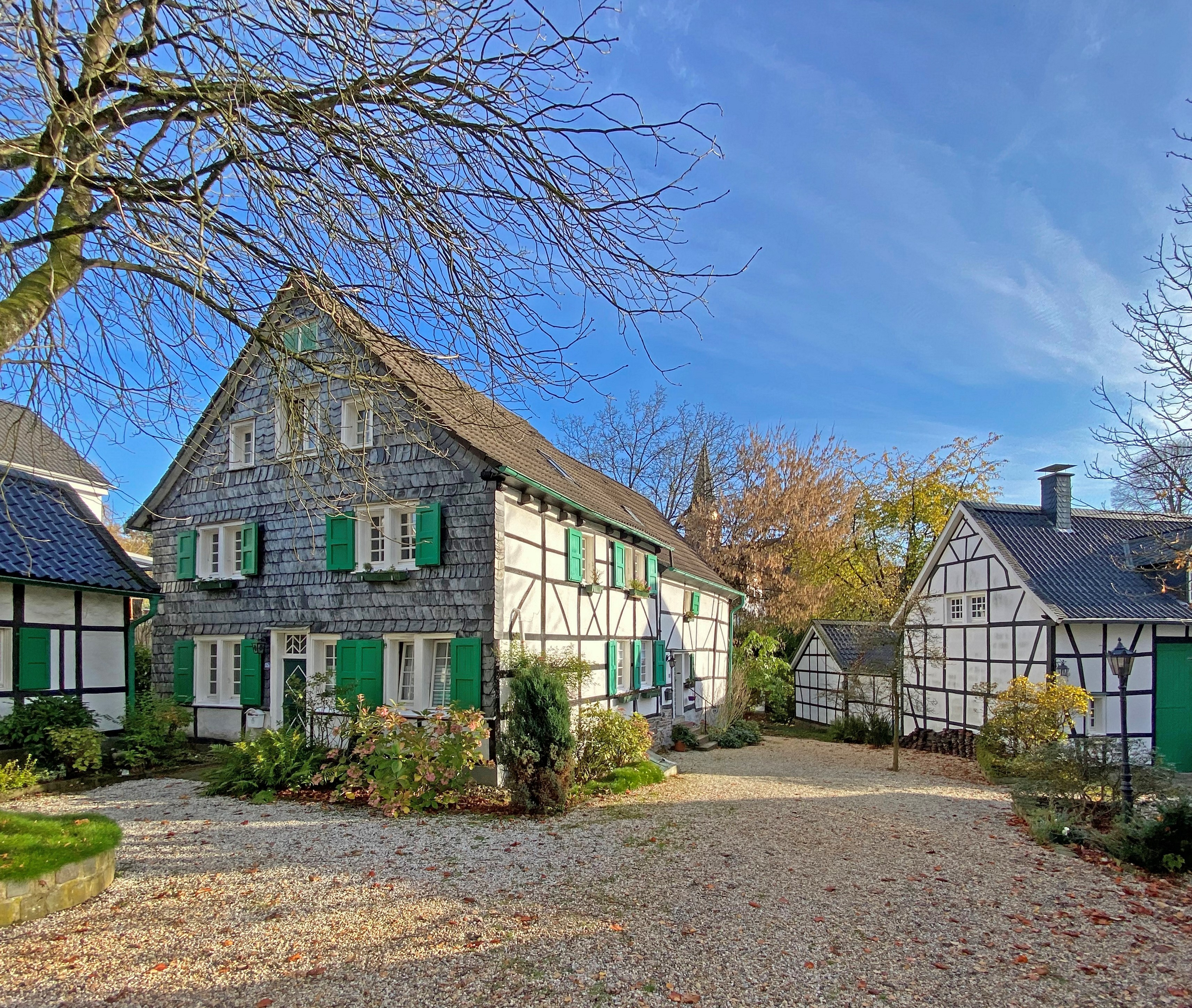
Merscheider Hof

Aus dem Merscheider Hof entwickelte sich gegen Ende des 18. Jahrhunderts ein Dorf. 

### 19. Jahrhundert
Im Jahre 1808 erfolgte unter französischer Herrschaft im Rheinland die Einführung von Verwaltungsstrukturen nach französischem Vorbild. Für den Merscheider Raum suchte man einen Hauptort als Namensgeber der sogenannten Mairie. Merscheid war zu dieser Zeit das größte Dorf in der Umgebung, so erhielt die Mairie den Namen von Merscheid. Die Mairie Merscheid wurde aus einigen Honschaften des Kirchspiels Wald gebildet, namentlich Schnittert und Teilen der Honschaften Barl, Bavert und Limminghofen. Nach dem Rückzug der Franzosen führte Preußen im Rheinland seinerseits neue Verwaltungsstrukturen ein, aus den Mairien wurden 1815 die Bürgermeistereien.:1f. Im Jahre 1809 bestanden in der Bürgermeisterei Merscheid 14 Schleifkotten beziehungsweise -mühlen, 1816 gehörten der Bürgermeisterei insgesamt 45 Wohnplätze an. Zu dieser Zeit lebten in der Bürgermeisterei bereits mehr als 3.000 Menschen. Von 1817 bis 1850 wurden die Bürgermeistereien Wald und Merscheid aus Kostengründen von nur einem Bürgermeister verwaltet. Dies war zunächst Peter Daniel Koeller und schließlich ab 1837 Franz von Falderen, die ihren Wohn- und Amtssitz an der Scheuer hatten.:5–9
Trotz der für großflächige Bebauung ungünstigen Bedingungen bildeten sich um 1829 in Merscheid bereits Ansätze eines Siedlungskerns heraus. Insbesondere der Merscheider Hof und die Bebauung an der heutigen Hofstraße und dem Eschenweg verdichtete sich zusehends. Am 24. September 1856 erhielt Merscheid das Stadtrecht.
Mit Inbetriebnahme des Bahnhofs Ohligs-Wald, dem heutigen Solinger Hauptbahnhof, im Jahre 1867 veränderte sich die Bedeutsamkeit Merscheids gegenüber Ohligs grundlegend. Merscheid verfügte über keinen direkten Eisenbahnanschluss. So verlagerte sich der Schwerpunkt der Stadt Merscheid rasch in Richtung Ohligs, das zuvor bloß aus wenigen Häusern bestanden hatte.
1873/1874 fanden zwischen der Stadt Merscheid und der Stadt Wald Grenzkorrekturen statt. Um 1875 wurde zudem ein Ortsstatut erlassen, das die Aufstellung von Fluchtlinienplänen vorsah. Damit einher gingen die ersten offiziellen Straßennamen in der Stadtgemeinde Merscheid, während die weilerartige Besiedlung zuvor kaum eigene Straßennamen hervorgebracht hatte. Zu den ersten Straßennamen gehörten: Hauptstraße, Wiesenstraße, Taubenstraße, Lindenstraße, Zweigstraße, Hofstraße, Herzogstraße und Mittelstraße, von denen nur die Tauben-, Hof-, Herzog- und Mittelstraße heute noch diese Namen tragen. Vor 1886 erhielt die Stadt Merscheid eine Straßenbeleuchtung durch eine Ölgasfirma. Der Vertrag mit der Firma wurde im Jahre 1891 aufgekündigt. 1886 wurde an der Merscheider Straße die Gesenkschmiede Hendrichs gegründet.:3

Am 11. August 1891, mit dem Bau des neuen Rathauses an der unteren Merscheider Straße, das sich eindeutig nach Ohligs und dem Bahnhof hin orientierte, erfolgte der Beschluss der Stadtverordneten der Stadt Merscheid, den Namen der Gemeinde in Ohligs umzuändern.

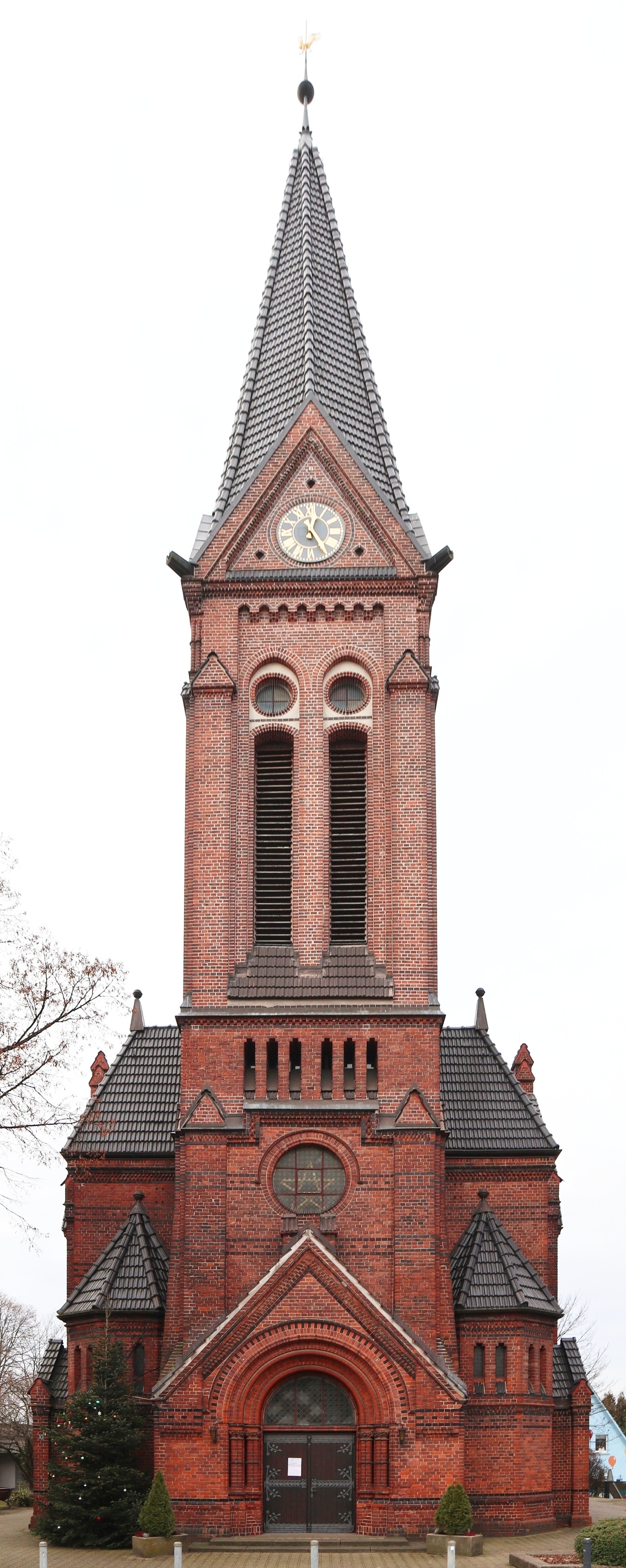
Evangelische Kirche

Im letzten Viertel des 19. Jahrhunderts verdichtete sich die Bebauung in dem dreifach enggezogenen Halbring aus Blücher-, Bismarck- (heute Eifelstraße) und Herzogstraße und den dazwischen angelegten Querstraßen. Die Grundsteinlegung für die evangelische Kirche Merscheid erfolgte am 6. September 1900, das neugotische Gotteshaus der Architekten Adolf Cornehls und Arno Eugen Fritsche konnte am 2. März 1902 eingeweiht werden. Die Kirche wurde aufgrund ihrer Lage und Größe zum Mittelpunkt der Siedlung. Von der Höhenrückenstraße (der Merscheider Straße) zweigten in regelmäßigen Abständen rechtwinklig Straßen ab, von denen einige ebenfalls dichter bebaut waren. Dennoch hatte Merscheid seinen weilerartigen Charakter noch nicht verloren.:2
Im Jahre 1905/1906 wurde von dem Düsseldorfer Architekten Josef Kleesattel in Merscheid die katholische Kirche St. Mariä Empfängnis an der damaligen Bismarckstraße (heute Eifelstraße) errichtet. Nach Kriegszerstörung wurde sie nur zum Teil wieder aufgebaut, 1964/1965 baute man im krassen optischen Gegensatz einen turmlosen Betonsaal an.

### Städtevereinigung bis heute
Zusammen mit der Stadt Ohligs wurde am 1. August 1929 Merscheid mit den Städten Gräfrath, Solingen, Wald und Höhscheid zur neuen Großstadt Solingen vereinigt. Schärfster Gegner dieser Vereinigung war Ohligs gewesen, das nicht zuletzt wegen seiner enormen Wirtschaftskraft für seine Eigenständigkeit kämpfte. Doch der Kampf unter dem letzten Ratsherrn und Bürgermeister Paul Sauerbrey war umsonst und der Preußische Landtag beschloss schließlich die Städtevereinigung.:392ff.
Ab den 1950er Jahren entstanden in und um Merscheid einige Neubaugebiete, darunter jenes nördlich der Hofschaft Dahl. Ebenso erlebten die bisher dünner besiedelten Gebiete in ganz Merscheid eine bauliche Verdichtung. In den 1970er Jahren entstand südlich der Beethovenstraße das Industriegebiet Scheuren, in dem heute einige der größten Solinger Unternehmen wie Walbusch oder BIA ansässig sind.
Im hundertsten Jubiläumsjahr 1986 schloss die Gesenkschmiede und Scherenschlägerei Hendrichs an der Merscheider Straße. Aus der Fabrik wurde noch im selben Jahr die erste Außenstelle des Rheinischen Industriemuseums (heute LVR-Industriemuseum). Die Beschäftigten wurden vollständig übernommen und auf die Museumstätigkeit vorbereitet. Am 24. November 1986 öffnete das Museum. Ebenfalls 1986 wurde die Restaurierung des sogenannten Richterhauses in der Hofschaft Dahl durch den Privatmann Thomas Herriger abgeschlossen, die seit 1982 andauerte. Für das Engagement erhielt Herriger am 25. November 1986 den Rheinlandtaler.:62

## Bevölkerung

### Einwohner- und Häuserzahlen
Die Einwohner- und Häuserzahlen von Merscheid beziehungsweise Ohligs in ausgewählten Jahren nach Gründung der Bürgermeisterei stellen sich wie folgt dar::9f.
| Jahr | Einwohnerzahl | Häuserzahl | Bezug                     |
| ---- | ------------- | ---------- | ------------------------- |
| 1816 | 3.350         |            | Bürgermeisterei Merscheid |
| 1827 | 3.814         | 530        | Bürgermeisterei Merscheid |
| 1832 | 4.182         | 660        | Bürgermeisterei Merscheid |
| 1843 | 5.221         |            | Bürgermeisterei Merscheid |
| 1858 | 6.668         | 915        | Stadt Merscheid           |
| 1868 | 7.738         | 1.129      | Stadt Merscheid           |
| 1871 | 8.772         | 1.245      | Stadt Merscheid           |
| 1885 | 12.646        | 1.765      | Stadt Merscheid           |
| 1895 | 17.048        | 2.107      | Stadt Ohligs              |
| 1905 | 24.257        | 2.746      | Stadt Ohligs              |
| 1925 | 29.804        |            | Stadt Ohligs              |
| 1939 | 32.024        |            | Stadtbezirk               |
| 1946 | 35.393        |            | Stadtbezirk               |
| 1961 | 37.227        | 4.466      | Stadtbezirk               |
| 1970 | 45.223        |            | Stadtbezirk               |
| 1992 | 43.791        |            | Stadtbezirk               |
| 1995 | 43.737        |            | Stadtbezirk               |
| 2015 | 6.625         |            | Stadtteil Merscheid       |

## Wirtschaft
Für die Wirtschaftsgeschichte von Merscheid war, wie auch in den anderen Stadtteilen Solingens, über Jahrhunderte das metallverarbeitende Gewerbe, insbesondere die Herstellung von Schneidwaren, prägend. Die Anfänge reichen bis in das Mittelalter zurück. In überwiegender Zahl wurden die Schneidwaren in den Schleifkotten oder Hämmern an Itter-, Loch- und Viehbach gefertigt. Im Jahre 1715 gab es davon allein auf Ohligser/Merscheider Gebiet 15 Schleifkotten und Mühlen sowie ein Hammerwerk, den Dahler Hammer. Bereits Anfang des 14. Jahrhunderts arbeiteten die Schleifer exportorientiert, wobei die Schneidwaren mithilfe von Handelshäusern etwa nach Frankreich, Italien, die Niederlande, die nordischen Länder und Amerika geliefert wurden. Im 19. Jahrhundert hatte das Schneidwarenindustrie einen so hohen Anteil an der Erwerbstätigkeit, dass andere Branchen wie zum Beispiel der Textilsektor dagegen unbedeutend waren.
Die Fabrikfertigung in Merscheid begann indes nicht in der Schneidwarenindustrie, sondern in der Herstellung von Bügelrahmen für Taschen, Zigarren- oder Zigarettenetuis. Diese sogenannten Bügelfabriken ergänzten ab den 1840er Jahren die Schneidwarenindustrie. Hinzu kam wie in Wald ab Ende des 19. Jahrhunderts auch die Schirmfuniturenindustrie. Die Fabrikfertigung von Schirmgestellen sorgte für die massive Vergünstigung von Schirmen. Großfabriken mit mehr als 1.000 Mitarbeitern wie Kortenbach & Rauh (gegründet 1855) in Wald sowie C. Rob. Hammerstein in Merscheid (gegründet 1849) entstanden.:15ff.

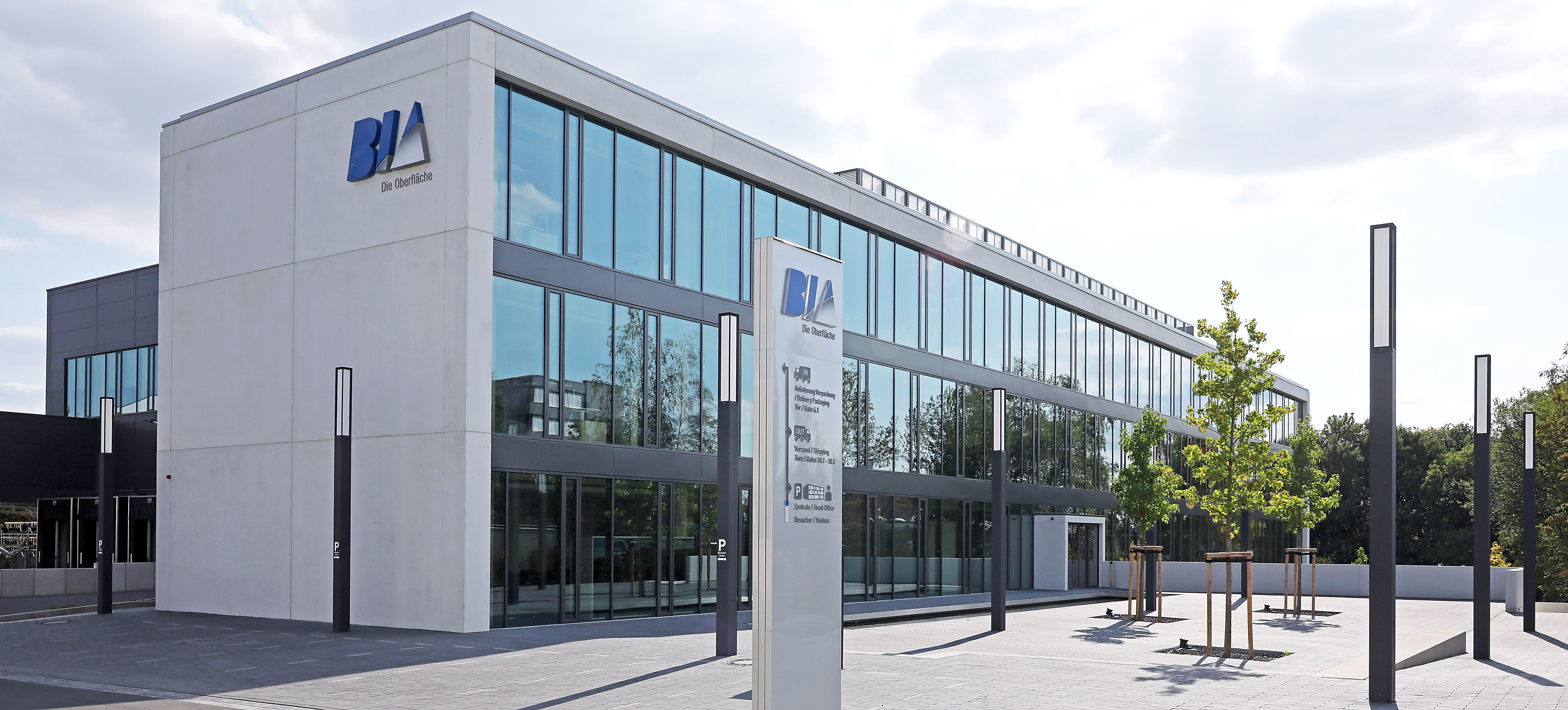
Hauptsitz von BIA

Noch immer gibt es zahlreiche kleine und mittlere Unternehmen der Schneidwarenbranche im Stadtteil. Dazu zählen etwa die Taschenmesserfabriken Friedrich Olbertz und Richartz, die Messerfirmen Robert Klaas und Carl Linder oder der Zulieferbetrieb Hugo Herkenrath. Der größte Arbeitgeber im Stadtteil und auch der größte private Arbeitgeber in ganz Solingen ist aber heute der Automobilzulieferer BIA Kunststoff- und Galvanotechnik mit über 1.000 Beschäftigten. Darüber hinaus ist auch die Firma Hammerstein noch immer von Bedeutung, 2010 wurde sie von Johnson Controls übernommen, seit 2016 firmiert der Zulieferbetrieb mit seinem Entwicklungszentrum an der Merscheider Straße unter dem Namen Adient.

## Verkehr und Infrastruktur

### Verkehr
Merscheid ist über die Landesstraße 67 und die Landesstraße 141 als innerstädtische Durchgangsstraßen mit den anderen Stadtteilen verbunden. Auch die zur Kraftfahrstraße ausgebaute L 141n zwischen Solingen-Wald und Ohligs führt durch den Stadtteil. An der Straße Schwarze Pfähle (L 67) verfügt die L 141n über eine Anschlussstelle.
Anschlüsse an den Busverkehr der Stadtwerke Solingen, unter anderem durch mehrere Obuslinien, besteht über die folgenden Linien:
| Linie | Linienverlauf                                                   |
| ----- | --------------------------------------------------------------- |
| 681   | Hästen – Graf-Wilhelm-Platz – Merscheid – Solingen-Hauptbahnhof |
| 685   | Graf-Wilhelm-Platz – Klingenhalle – Schmalzgrube – Aufderhöhe   |
| 686   | Aufderhöhe – Schmalzgrube – Mangenberg – Graf-Wilhelm-Platz     |
| 693   | Graf-Wilhelm-Platz – Wald – Merscheid – Aufderhöhe Busbahnhof   |

### Infrastruktur
Im Stadtteil Merscheid sind zwei Grundschulen ansässig, die Städtische Grundschule Kreuzweg und die Städtische Grundschule Erholungstraße. Außerdem gibt es einige private und städtische Kindergärten. Darüber hinaus befindet sich in Merscheid das Mildred-Scheel-Berufskolleg sowie die Förderschule Carl-Ruß-Schule im Gebäude der ehemaligen Hauptschule Merscheid an der Fürkerfeldstraße.
Merscheid verfügt über zwei Kirchen, die evangelische Kirche an der Hofstraße und die katholische Kirche St. Mariä Empfängnis an der Eifelstraße. Die Löscheinheit 1 Merscheid-Ohligs der Freiwilligen Feuerwehr Solingen unterhält ein Feuerwehrhaus an der Hildener Straße im Stadtteil Ohligs.

## Kultur und Sehenswürdigkeiten

### LVR-Industriemuseum
In Merscheid befindet sich die Gesenkschmiede Hendrichs, ein ehemaliges Firmengelände, das nach Konkurs der Schmiede 1986 vom Landschaftsverband Rheinland in ein vom Verband betriebenes Industriemuseum umgewandelt wurde. Es veranschaulicht die für die Klingenstadt Solingen typische Herstellung von Scheren vom Rohling bis zum Fertigprodukt vor dem Hintergrund der Industrialisierung. Die Ausstattung der Fabrik stammt in großen Teilen aus der Anfangszeit der Gesenkschmiede und ist damit über hundert Jahre alt. Zugehörig zum Museum ist auch die angrenzende gründerzeitliche Fabrikantenvilla.

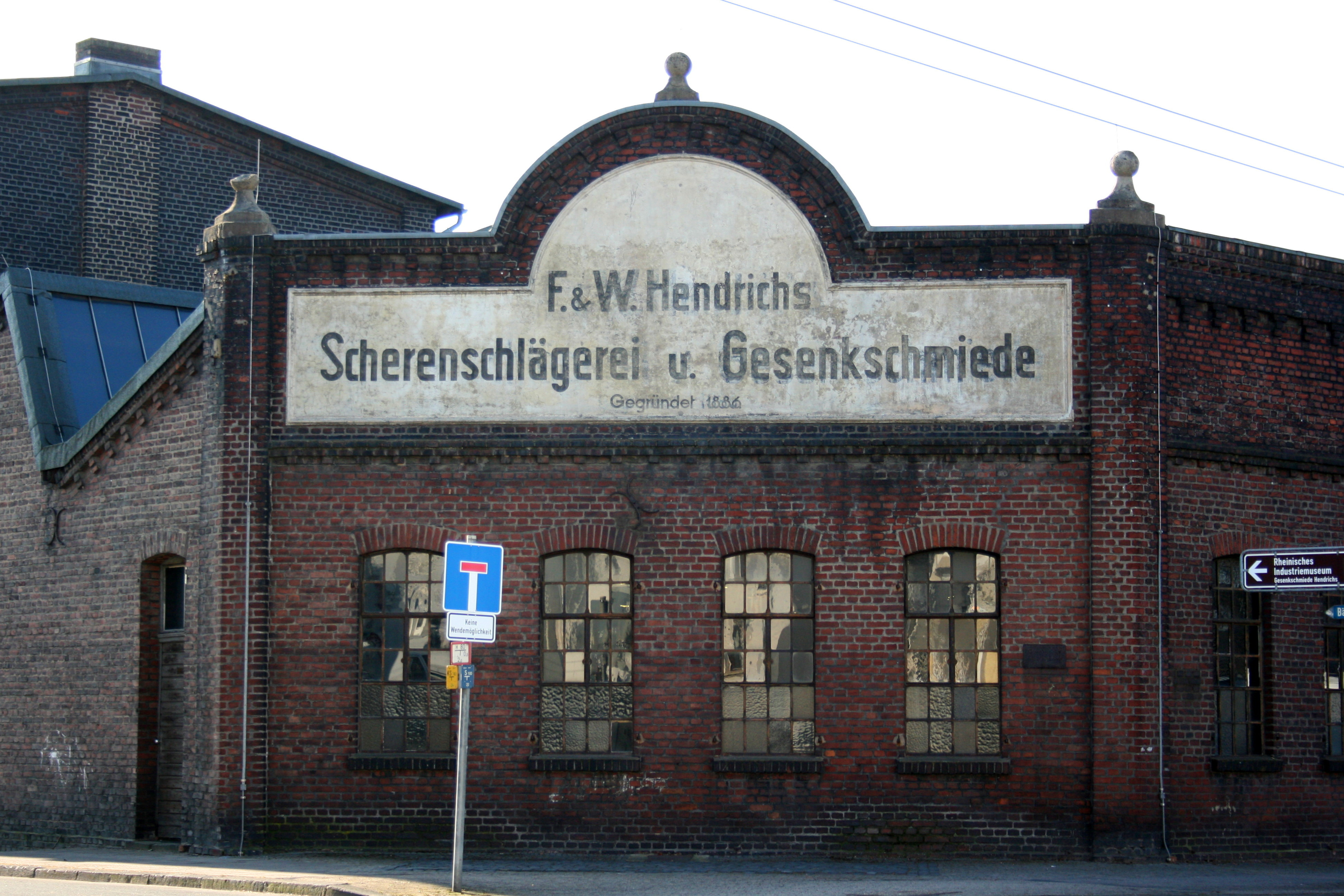
Gesenkschmiede Hendrichs
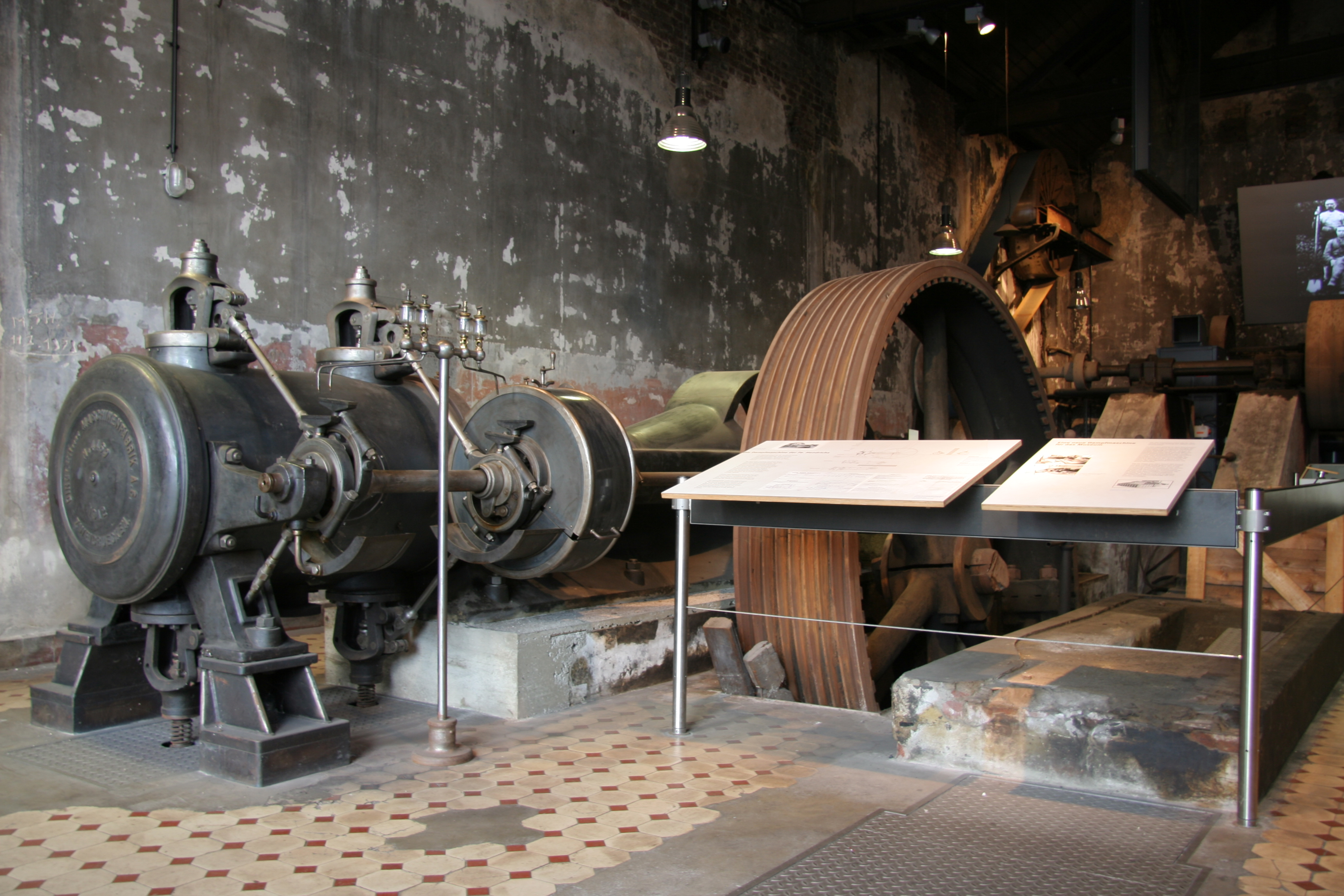
Im Innern der Gesenkschmiede
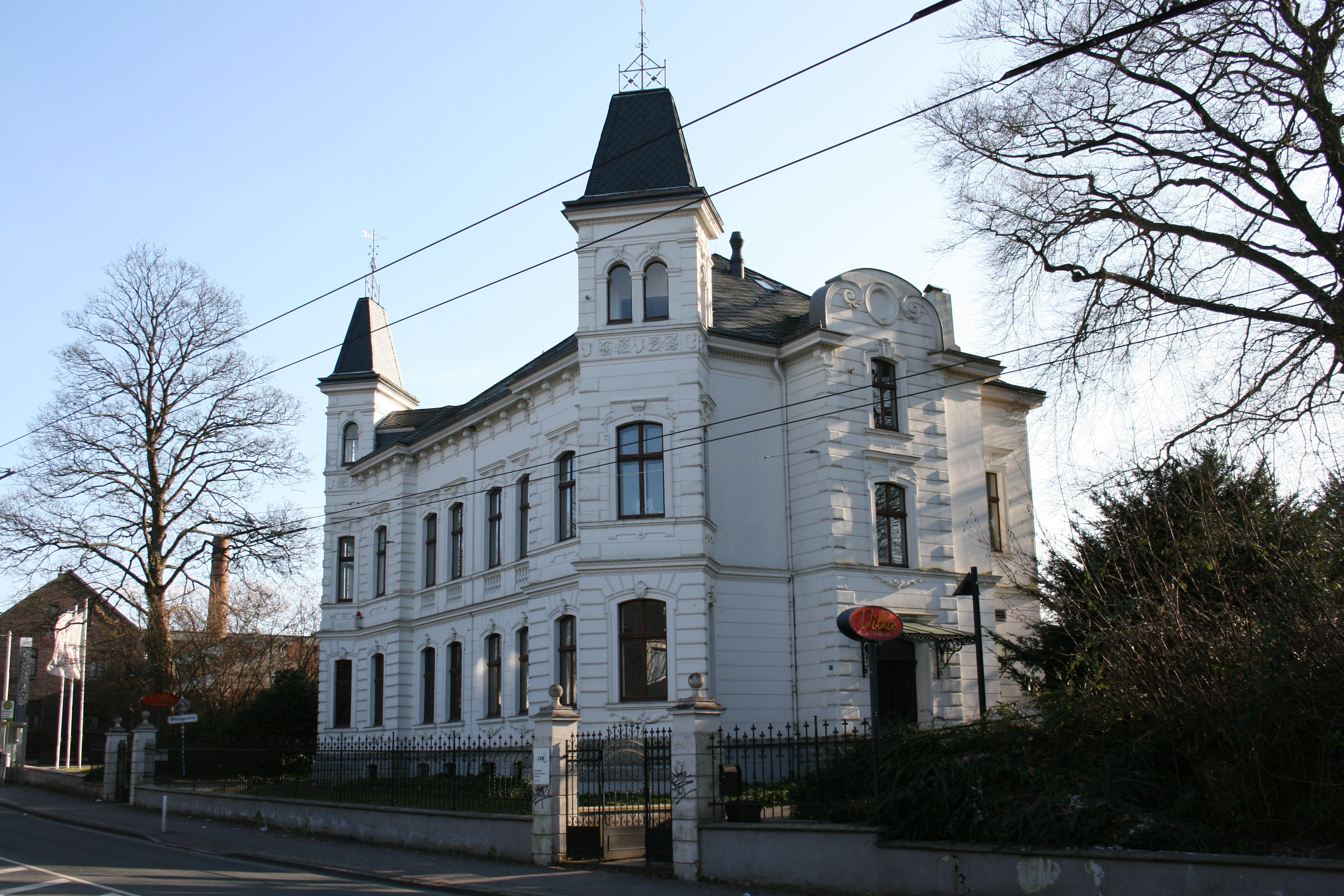
Fabrikantenvilla Hendrichs

### Bauwerke
Die insgesamt knapp 1.000 Einträge umfassende Liste der Baudenkmäler in Solingen beinhaltet auf dem Gebiet des Stadtteils Merscheid rund 70 Objekte. Darunter befinden sich hauptsächlich historische Fachwerkhäuser in den verschiedenen Hofschaften über den gesamten Stadtteil verteilt. Die meisten Baudenkmäler stehen in Fürk, Höhe, Obenmankhaus und dem Merscheider Hof. Als besonders bedeutsam gilt die Hofschaft Dahl mit zwei überregional bekannten Fachwerkhäusern aus der ersten Hälfte des 17. Jahrhunderts, dem Richter- und dem Schöffenhaus. Die Hofschaft Dahl ist darüber hinaus seit 1990 auch als Denkmalbereich ausgewiesen.
Zu erwähnen ist neben dem Industriedenkmal Gesenkschmiede Hendrichs auch das Gewerbegehöft Eschenweg als bedeutendes Beispiel der Frühindustrialisierung in Solingen und Wiege des Unternehmens C. Rob Hammerstein. Auch die beiden historischen Schulgebäude Fürker Irlen und Fürkerfeldstraße in Merscheid sind als Baudenkmäler eingetragen.

### Cobra

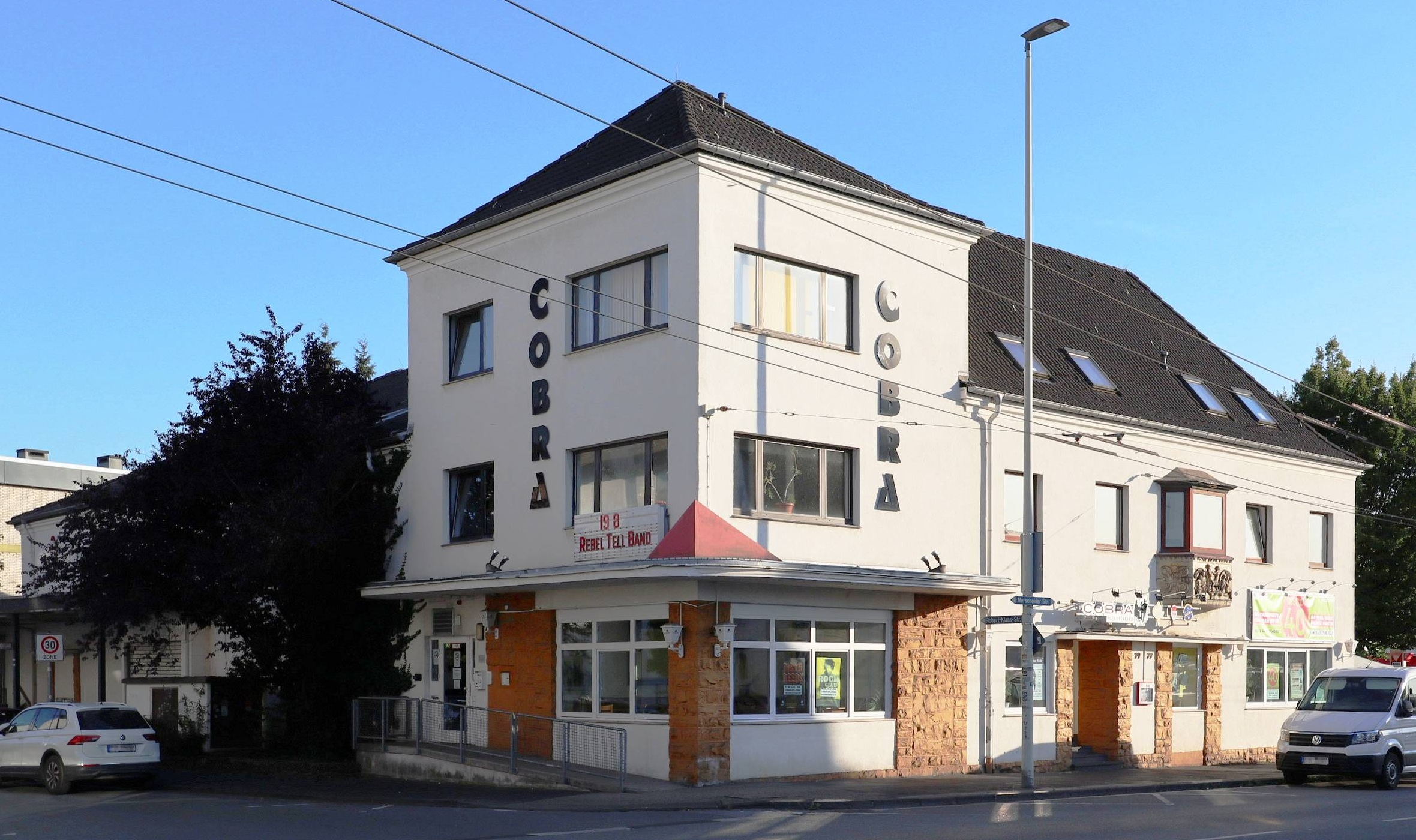
Cobra

Das Kulturzentrum Cobra bietet an seinem Standort an der Merscheider Straße 77/79 neben einer Vielzahl kultureller Veranstaltungen auf seiner Bühne auch ein beliebtes kleines Kino mit anspruchsvollem Programm an. Dieses Programm wurde am 13. Januar 2015 von der Filmstiftung NRW ausgezeichnet und mit einem Betrag von 3.000 Euro gefördert.
Schon in den 1970er Jahren gab es Pläne für ein selbstverwaltetes Kulturzentrum in Solingen. Ein solches war jedoch in der Politik lange Zeit höchst umstritten. Im 1938 eröffneten und bis 1963 betriebenen Odeon-Kino-Gebäude, das anschließend mehr als zwei Jahrzehnte durch die Cobrafilm als Filmstudio genutzt wurde, wurden die Pläne schließlich realisiert. Der Stadtrat fasste am 15. Juni 1989 den Beschluss, den privaten Verein Die Provinz lebt e. V. mit dem Umbau des Gebäudes zu beauftragen. Am 7. Oktober 1994 wurde die Cobra als Kommunikationszentrum eröffnet.:15ff. Anfangs nur als Kino genutzt, entwickelte sie sich rasch zum Kulturzentrum mit Veranstaltungen für alle Altersklassen jenseits der Leinwand weiter. Die Stadt Solingen förderte den Betrieb der Cobra mit 80.700 Euro jährlich. Nach einer Insolvenz wurde im Jahre 2009 eine gemeinnützige GmbH als Betreibergesellschaft der Cobra gegründet. Seit 2012 ist Anja Stock Geschäftsführerin der Cobra.

### Rundwanderwege
Der Stadtteil Merscheid ist wegen seiner landschaftlich reizvollen Lage besonders bei Wanderern und Spaziergängern beliebt. So gibt es auch einige ausgewiesene Radwanderwege im Stadtteil.
Einer dieser Wege ist der Wanderweg „Rund um Merscheid“. Dabei handelt es sich um einen 10,8 Kilometer langen, mittelschweren Rundwanderweg mit kurzen steilen Passagen, der durch die Bachtäler rund um Merscheid führt. Der Wanderweg ist gekennzeichnet mit der Markierung M im Kreis und weist bis zu 240 Metern Höhenunterschied auf. Der Weg verläuft durch zwölf Merscheider Hofschaften, in denen etwa 50 Gebäude, größtenteils Fachwerkhäuser des Bergischen Stils, unter Denkmalschutz stehen.
Außerdem gibt es den Merscheider Scherenweg, ein 6,5 Kilometer langer Rundwanderweg in Merscheid, auf dem die Herstellung einer Schere vom Rohling zur fertigen Schere in fünf Stationen dargestellt und erläutert wird. In der Klingenstadt Solingen, in der auch die Scherenherstellung einst ein bedeutender Wirtschaftszweig war, sind auch heute noch einige Betriebe der Branche ansässig. An jeder Station des Scherenwegs befindet sich ein farbiges Scherenmodell sowie eine Erläuterungstafel, auf der die Bearbeitungsschritte beschrieben sind. Der Merscheider Heimatverein hat über zwei Jahre das Projekt geplant und umgesetzt. Der Scherenweg wurde am 19. Juli 2008 an der Merscheider Filiale der Solinger Stadt-Sparkasse feierlich eröffnet.

## Persönlichkeiten

### Bürgermeister (der ehemaligen Städte Merscheid und Ohligs)
Folgende Persönlichkeiten übten in der Bürgermeisterei Merscheid beziehungsweise Stadt Ohligs das Amt des Bürgermeisters aus:
- Johann Abraham Koeller, Bürgermeister von Merscheid (1808–1811)
- Peter Daniel Koeller, Bürgermeister von Merscheid (1811–1837)
- Franz von Falderen, Bürgermeister von Merscheid (1837–1848)
- Friedrich Wilhelm Tilmes, Bürgermeister von Merscheid (1851–1863)
- Theodor Kelders (1832–1910), Bürgermeister von Merscheid (1863–1889)
- Paul Martin Trommershausen, Bürgermeister von Merscheid/Ohligs (1889–1903)

- Karl Czettritz (gest. 1920), Bürgermeister von Ohligs (1903–1920)
- Paul Sauerbrey (1876–1932), Bürgermeister von Ohligs (1922–1929)

In den Jahren 1817 bis 1848 wurden die Gemeinden Wald und Merscheid in Personalunion verwaltet. Nach dem Tod des Bürgermeisters Peter Daniel Koeller verwaltete der kommissarische Bürgermeister Gottlieb Kyllmann die Gemeinde bis zum Amtsantritt des Bürgermeisters von Falderen. Nach dem Abgang des Bürgermeisters von Falderen wurde die Gemeinde von Friedrich Wilhelm Tilmes bis zu seinem Amtsantritt kommissarisch verwaltet. Ab dem 1. Oktober 1920 wurden die Verwaltungsgeschäfte zunächst von dem Beigeordneten vom Bruch geführt. Dieser wurde jedoch zum Bürgermeister von Leer (Ostfriesland) gewählt und schied so am 20. November 1920 aus. Nach diesem führte der Beigeordnete Menge und anschließend der Beigeordnete Wilhelm Langhans die Verwaltungsgeschäfte, bis Paul Sauerbrey 1922 sein Amt antrat.

### Ehrenbürger
Einziger Ehrenbürger ist der langjährige Stadtverordnete von Merscheid/Ohligs, Otto Nippes (1842–1922), der von 1881 bis 1911 auch ehrenamtlicher Beigeordneter war.